# Alkemijski simbol
Alkemijski simboli i znakovi su vrsta stiliziranih piktograma koji su se koristili u alkemiji. Poznati su još grčkim alkemičarima, a u nepromijenjenom obliku preuzeli su ih srednjovjekovni adepti i kasniji alkemičari do 18. stoljeća.

## Tri principa
Među alkemičarima postojala je tripartitna podjela na dva oprećna principa, sumpor i živu, te posrednički princip: sol. Tu podjelu na tri principa (Tria Prima) poznavali su i razvili Geber (721. – 815.), Roger Bacon (1214. – 1294.) i Bazilej Valentin, a proslavio ju je Paracelsus (1493. – 1541.).
- Sumpor
- Živa
- Sol

## Četiri osnovna elementa
Alkemičari su preuzeli Tetrasomiju, staru grčku teoriju o postojanju četiri temeljna elementa: voda, zemlja, zrak i vatra. Ta četiri osnovna elementa predstavljaju oblike materije.
- Zemlja
- Voda
- Zrak
- Vatra

## Sedam planetarnih metala
Alkemičari su razlikovali sedam metala, od kojih dva savršena, odnosno nepromijenjiva - zlato i srebro, a simbolizirali su ih Sunce i Mjesec i pet nesavršenih metala, koje su simbolizirali planeti, a predstavljali su ih njihovi astrološki znakovi.
Svaki je metal bio u odnosu s korespondirajućim planetom, što dovodi do veze između alkemije i astrologije.
- Zlato - Sunce (  )
- Srebro - Mjesec (  )
- Bakar - Venera (  )
- Željezo - Mars (  )
- Kositar - Jupiter (  )
- Živa (živo srebro) - Merkur (  )
- Olovo - Saturn (  )

## Mundani elementi
- Antimon ♁
- Arsen
- Bizmut
- Cink
- Platina
- Sumpor